# Maudite soit la guerre (film, 1914)
Ne doit pas être confondu avec Maudite soit la guerre (film, 1910).
Pour plus de détails, voir Fiche technique et Distribution.
Maudite soit la guerre est un film belge sorti au cinéma en mai 1914 et réalisé par Alfred Machin. Colorié à la main, il est interprété notamment par Suzanne Berni, Baert, Albert Hendrickx, Fernand Crommelynck, Nadia D'Angely, Zizi Festerat, Gilberte Legrand, Willy Maury, Henri Goidsen, Cécile May, Blanche Montel, Albert Dieudonné, Germaine Lecuyer.
Ce mélodrame raffiné d'anticipation, réalisé avant la guerre en 1913 sort le 1er mai 1914 à Bruxelles évoque dans le contexte d'une guerre entre deux puissances imaginaires, la rivalité entre deux aviateurs, et montre des batailles de planeurs triplans, biplans et dirigeables dans le ciel sur fond d'une histoire d'amour impossible.

## Synopsis
Adolphe est un élève pilote en formation à l'école d'aviation d'un pays voisin, où il séjourne chez son ami Sigismond. Il tombe amoureux de Liza, la sœur de Sigismond mais lorsqu'une guerre éclate entre leurs deux pays, Adolphe est contraint de rentrer chez lui et les deux hommes sont enrôlés dans leurs forces aériennes respectives. Adolphe effectue plusieurs missions réussies, détruisant notamment un certain nombre de ballons à gaz, jusqu'à ce que Sigismond attaque son avion et le force à atterrir. Tous deux sont tués dans le combat qui s'ensuit, tout en ignorant leur identité. Le lieutenant Maxime, qui avait été témoin de la mort de Sigismond, rend visite à ses parents pour rendre hommage à leur fils. Il est fortement impressionné par Liza. Un an plus tard, il demande la main de Liza et lors d'une promenade en forêt, elle reconnaît subitement la médaille de trèfle à quatre feuilles qu'il porte et qui appartenait à Adolphe. Il lui raconte comment il l'a prélevé sur le corps du pilote ennemi qui avait tué Sigismond. Choquée, Liza s'enfuit, envisageant de se suicider. Elle décide finalement de se retirer dans un couvent mais ne parvient pas à oublier son amour perdu.

## Fiche technique
- Titre original : Maudite soit la guerre
- Titre flamand : Vervloekt zij den oorlog
- Titre anglais ou international : War Be Damned
- Réalisation : Alfred Machin
- Scénario : Alfred Machin
- Société(s) de production : Belge Cinéma Film
- Société(s) de distribution : Pathé Frères (France)
- Pays d’origine :  Belgique
- Langue originale : muet
- Format : noir et blanc — 35 mm — 1,33:1 — film muet
- Genre : Drame, guerre
- Durée : 50 minutes
- Dates de sortie
  - Belgique : 1er mai 1914

## Distribution
- Baert : Adolphe Hardeff
- Fernand Crommelynck : Monsieur Modzel
- Nadia D'Angely : Madame Modzel
- Albert Hendrickx : Sigismond Modzel
- Suzanne Berni : Liza Modzel
- Henri Goidsen : le lieutenant Maxime
- Réginald

## Autour du film
C'est d'abord un film à l'écriture hardiment moderne. Ainsi une séquence du film, celle de la mort à la guerre du jeune héros, sera-t-elle vue deux fois, d'abord comme une de ces scènes d’actualités sur lesquelles le cinéaste, opérateur de Pathé, avait fait ses premières armes, ensuite racontée après la guerre à la jeune fiancée du soldat mort par l'officier ennemi qui avait mené l'assaut contre le moulin où le garçon s'était réfugié. Toute l’horreur du saccage inutile de jeunes vies fauchées, cette boucherie se découvrent soudain pour la jeune femme, pour qui jusqu’alors le lieu du combat, s'il avait été celui de la mort, était aussi celui du plus noble héroïsme. Cette guerre « propre » de propagande montrée par les actualités françaises devient ainsi une sale guerre. C'est une œuvre intéressante et spectaculaire, qu'Alfred Machin utilisa comme d'une arme de combat afin d'œuvrer pour le progrès. Ce film utilise une technique de couleurs peintes à la main.
Ce film est pour l'époque une grande mise en scène avec d'énormes moyens matériels et financiers mis à disposition du réalisateur français. La production bénéficie également du concours de l’armée belge qui met à sa disposition deux bataillons de fantassins (mais avec des uniformes de fantaisie), un arsenal d’armements militaires, des dirigeables, des avions…

## Restauration
Le film a été restauré en 2014 par la Cinémathèque royale de Belgique en collaboration avec l'EYE Film Institute Netherlands et le soutien de la Bibliothèque Nationale de France et des Archives Gaumont-Pathé, à partir de deux tirages couleur au pochoir et d'un tirage noir et blanc.